# Aldo Cosentino (Boxer)
Aldo Cosentino (* 19. Oktober 1947 in Tunis in Tunesien; † 7. Oktober 2023 in Jossigny, Département Seine-et-Marne, Frankreich) war ein französischer Boxer. Er war Vize-Weltmeister 1974 und Europameister 1973 der Amateurboxer im Bantamgewicht.

## Werdegang
Aldo Cosentino wuchs in Fréjus in Frankreich auf und begann dort als Jugendlicher mit dem Boxen. 1965 wurde er schon französischer Juniorenmeister im Bantamgewicht und holte sich diesen Titel im Jahre 1967 auch erstmals bei den Senioren. Im Laufe seiner Karriere wurde er noch in den Jahren 1969, 1970, 1971, 1972, 1973, 1974 und 1975 französischer Meister. Mit Ausnahme des Jahres 1973, in dem er sich den Titel im Federgewicht (damals bis 57 kg Körpergewicht) sicherte, gewann er in den anderen Jahren jeweils im Bantamgewicht (damals bis 54 kg Körpergewicht).
1966 begann auch schon die internationale Karriere von Aldo Cosentino. Er startete dabei in der französischen Nationalmannschaft der Amateurboxer, die in Böblingen gegen die Bundesrepublik Deutschland kämpfte, und verlor gegen den ehemaligen Europameister Horst Rascher aus Villingen nach Punkten. 1967 startete er erstmals auch bei einer Europameisterschaft. In Rom unterlag er dabei im Bantamgewicht schon im Achtelfinale gegen Tommy Glencross aus Irland und schied aus.
Auch die Olympischen Spiele 1968 sahen Aldo Cosentino am Start. In Mexiko-Stadt siegte er in einer Vorrundenbegegnung über Kjell Fredriksson aus Schweden nach Punkten und schied im Achtelfinale durch eine Punktniederlage gegen Eiji Matida aus Japan aus.
Das Jahr 1969 sah dann den ersten größeren internationalen Erfolg. Er war weiter gereift und zu einem technisch guten und kämpferisch starken Boxer geworden. Bei der Europameisterschaft in Bukarest kämpfte er sich durch Punktsiege über Jan Huppen aus den Niederlanden, Ryszard Andruszkiewicz aus Polen und Mickey Piner aus England bis ins Finale vor. Dort unterlag er dem Rumänen Aurel Dumitru, der die Unterstützung des rumänischen Publikums genoss, nach Punkten.
Nicht so erfolgreich schnitt Cosentino bei der Europameisterschaft 1971 in Madrid ab. Er gewann dort zwar im Achtelfinale über Werner Schäfer aus der BRD nach Punkten, unterlag aber im Viertelfinale Tibor Badari aus Ungarn nach Punkten. Tibor Badari wurde schließlich auch Europameister.
Bei den Olympischen Spielen 1972 in München erging es Aldo Cosentino im Bantamgewicht ähnlich wie bei der EM 1971. Er gewann seinen ersten Kampf über den starken Polen Jozef Reszpondek zwar nach Punkten, schied danach aber durch eine Niederlage im Achtelfinale gegen Juan Francisco Rodriguez aus Spanien aus.
1973 triumphierte Aldo Cosentino dann bei der Europameisterschaft in Belgrad. Er gewann dort den Titel im Bantamgewicht. Auf dem Weg dorthin besiegte er Sven Oling aus Finnland, Nuri Eroglu aus der Türkei, Dimitar Milew aus Bulgarien und Mircea Tone aus Rumänien jeweils nach Punkten.
Im Jahre 1974 fanden in Havanna erstmals Weltmeisterschaften der Amateure statt. Cosentino war auch dort am Start und siegte im Bantamgewicht im Achtelfinale über Marian Lazăr aus Rumänien und im Viertelfinale über Juan Francisco Rodriguez, an dem er Revanche für die Niederlage bei den Olympischen Spielen 1972 nehmen konnte, nach Punkten. Im Halbfinale traf er auf den Puerto Ricaner Wilfredo Gómez, gegen den er in der 1. Runde durch K. o. verlor. Durch das Erreichen des Halbfinales hatte er aber immerhin eine WM-Bronzemedaille gewonnen. Gomez wurde Weltmeister.
Aldo Cosentino setzte nach dieser Weltmeisterschaft seine internationale Karriere noch bis zu den Olympischen Spielen 1976 in Montreal fort. Es gelangen ihm aber keine Erfolge mehr. Im Gegenteil, er musste sowohl bei der Europameisterschaft 1975 in Kattowitz als auch in Montreal zwei bittere K.-o.-Niederlagen einstecken. In Kattowitz siegte der sowjetische Sportler Wiktor Rybakow in der 1. Runde, in Montreal der Bulgare Chucho Andreykowski in der 3. Runde durch K. o.
Im Anschluss beendete Aldo Cosentino seine Boxerlaufbahn. Er wurde, für einen französischen Boxer seiner Klasse eher eine Seltenheit, nie Berufsboxer. Er absolvierte ein Sportstudium und ist seit 1980 Cheftrainer der französischen Nationalmannschaft der Amateurboxer. Ein Amt, das er auch Ende des Jahres 2007 noch ausübte.

## Länderkämpfe von Aldo Cosentino
- 1966 in Böblingen, BRD gegen Frankreich, Punktniederlage gegen Horst Rascher, Villingen,
- 1967 in Blois, Frankreich gegen Ungarn, Punktniederlage gegen Tibor Papp,
- 1967 in Vitry, Frankreich gegen Polen, Punktsieger über Bogdan Radzikowski,
- 1967 in Bukarest, Rumänien gegen Frankreich, Punktsieger über Paul Nedelca,
- 1968 in Treviso, Italien gegen Frankreich, Punktniederlage gegen Carlo Abis,
- 1968 in Annecy, Frankreich gegen Italien, Punktsieger über Salvatore Fabricio,
- 1969 in Lahr, BRD gegen Frankreich, Punktsieger über Siegwart Steger, Sulzbach-Rosenberg,
- 1969 in Saint Brieux, Frankreich gegen Rumänien, Punktsieger über Aurel Dumitrescu,
- 1970 in Le Mans, Frankreich gegen BRD, RSC-Sieger 2. Runde über Knab, Aschaffenburg,
- 1970 in Bethune, Frankreich gegen Jugoslawien, Disq.-Sieger 3. Runde über Branislav Mirkovic,
- 1971 in Paris, Frankreich gegen Sowjetunion, Punktsieger über Wiktor Orlow,
- 1974 in Paris, Frankreich gegen DDR, Punktniederlage gegen Detlef Scherpke